# 中野村 (岐阜県羽島郡)
中野村（なかのむら）は、かつて岐阜県羽島郡にあった村である。
現在の羽島郡笠松町中野に該当する。
中野村発足時は羽栗郡であったが、郡の合併で羽島郡の村となっている。

## 歴史
- かつてこの地域は尾張国葉栗郡であったが、1586年（天正14年）の大洪水により木曽川の流れが大きく変わり、葉栗郡の新たな木曽川の北岸の地域は、羽栗郡に改称され、美濃国に編入される。
- 1889年（明治22年）7月1日 - 町村制により、中野村発足。
- 1897年（明治30年）4月1日[2] - 羽栗郡と中島郡が合併して羽島郡となる。中野村は羽島郡の村となる。
- 1897年（明治30年）4月1日 - 無動寺村、江川村、米野村、円城寺村と合併し、下羽栗村が発足。同日中野村廃止。